# 森林山蛭
森林山蛭（学名：Haemadipsa sylvestris）为山蛭科山蛭属的动物。分布于印度尼西亚、缅甸、印度、越南以及中国大陆的云南等地，主要栖息于水附近或水中。该物种的模式产地在缅甸长林山。